# Мохаммад-Багер Багері
Мохамма́д-Баге́р Багері́ Кані́ (перс. محمدباقر باقری کنی; нар. 1926) — іранський шиїтський муджтахід. Він був одним із 82-86 муджтахідів, обраних на першому, другому та четвертому скликаннях Ради експертів.

## Життєпис
Мохаммад-Багер народився у 1926 році в районі Кан міста Тегеран. Він є батьком Алі Багері та старшим братом Мохаммада-Рези Махдаві Кані. Він вивчав ісламську юриспруденцію та тлумачення Корану під керівництвом Рухолли Хомейні, Хоссейна Боруджерді, Мухаммада Хусейна Табатабаї та Мохаммада-Рези Гольпайгані під час навчання в Кумській семінаріі. Він також був головою Університету Імама Садика з грудня 2014 року по вересень 2015 року.